# Bożena Stasiowska-Chrobak
Bożena Grażyna Stasiowska-Chrobak – polska dyrygentka, doktor habilitowany sztuk muzycznych.

## Życiorys
W 1994 r. ukończyła studia z zakresu wychowania muzycznego w Akademii Muzycznej w Krakowie, w 2006 r. obroniła pracę doktorską, w 2018 r. habilitowała się na podstawie pracy zatytułowanej Alfred Schnittke; Requiem oraz Three Sacred Hymns; Płyta CD DUX 1407. Pracuje na stanowisku profesora uczelni w Instytucie Muzyki, Kolegium Nauk Humanistycznych Uniwersytetu Rzeszowskiego.